# Dysdera ambulotenta
Dysdera ambulotenta är en spindelart som beskrevs av Ribera, Ferrández och Blasco 1985. Dysdera ambulotenta ingår i släktet Dysdera och familjen ringögonspindlar.
Artens utbredningsområde är Kanarieöarna. Inga underarter finns listade i Catalogue of Life.